# هاري بومونت
هاري بومونت (بالإنجليزية: Harry Beaumont)‏ هو كاتب سيناريو ومخرج وممثل أمريكي، ولد في 10 فبراير 1888 بأبيلين في الولايات المتحدة، وتوفي في 22 ديسمبر 1966 في الولايات المتحدة.

## أعمال

### أفلام
- (1929) لحن برودواي
- (1931) ارقصوا أيها الحمقى
- (1931) المذنبون المرحون

## ترشيحات
- جائزة الأوسكار لأفضل مخرج، عن عمل: لحن برودواي

## وصلات خارجية
- هاري بومونت على موقع IMDb (الإنجليزية)
- هاري بومونت على موقع روتن توميتوز (الإنجليزية)
- هاري بومونت على موقع ألو سيني (الفرنسية)
- هاري بومونت على موقع تيرنر كلاسيك موفيز (الإنجليزية)
- هاري بومونت على موقع أول موفي (الإنجليزية)
- هاري بومونت على موقع قاعدة بيانات الأفلام السويدية (السويدية)
- هاري بومونت على موقع إن إن دي بي (الإنجليزية)
- هاري بومونت على موقع كينوبويسك (الروسية)